# النجاة تحت الهجوم الذري

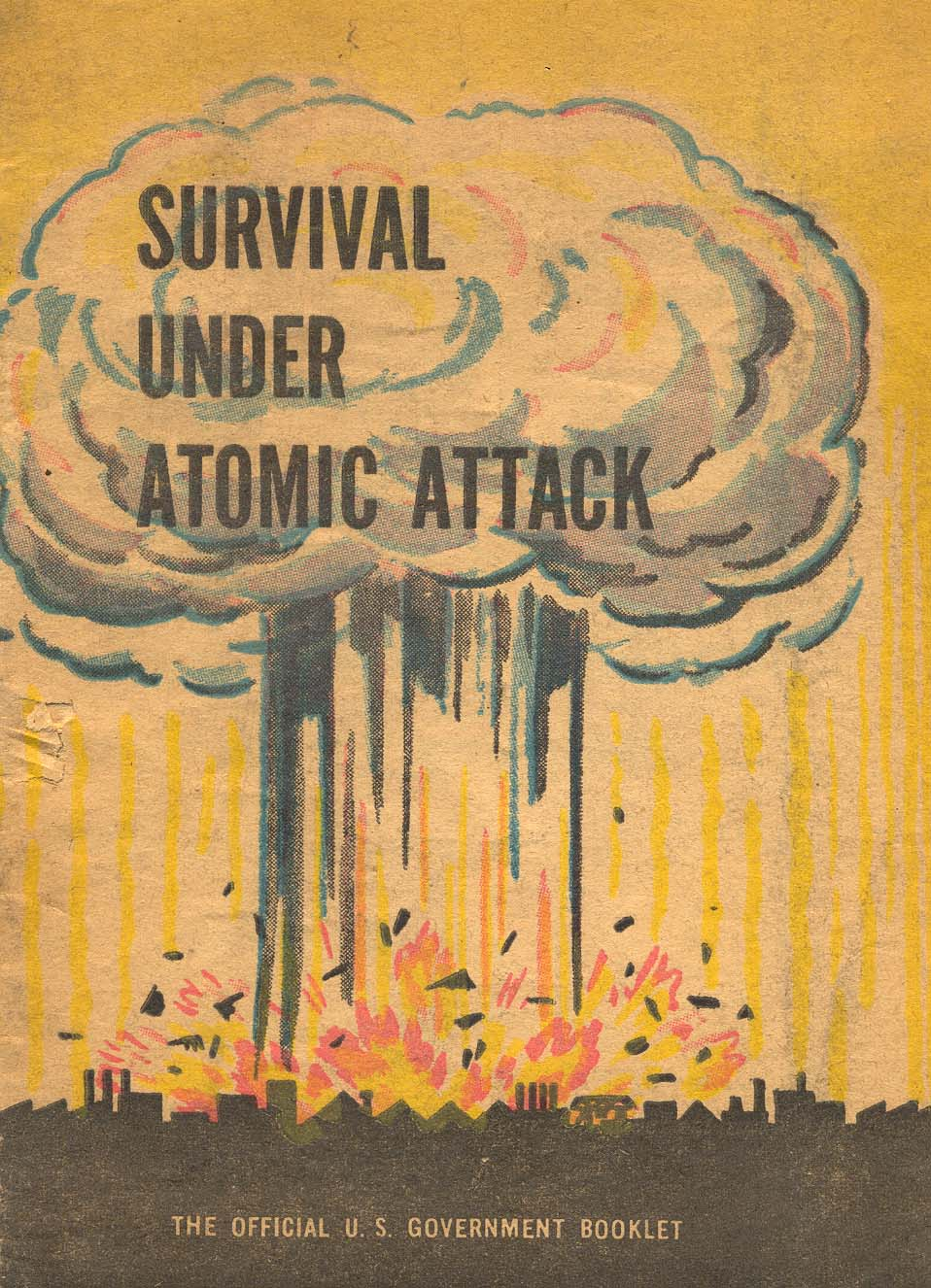
نسخة من وثيقة "النجاة تحت الهجوم الذري" الصادر عن مكتب الدفاع المدني

النجاة تحت الهجوم الذري هي وثيقة رسمية لحكومة الولايات المتحدة صادرة عن المكتب التنفيذي لرئيس الولايات المتحدة ومجلس موارد الأمن القومي ومكتب الدفاع المدني وتحمل الوثيقة رقم (الوثيقة 130).

## نبذة
تم الإعلان عن الوثيقة في بداية حقبة الحرب الباردة، وكان يتماشى مع المخاوف المتزايدة من أن الاتحاد السوفيتي سيشن هجومًا نوويًا ضد الولايات المتحدة، وحدد ما يجب فعله في حالة وقوع هجوم نووي.

## روابط خارجية
- Survival under Atomic Attack, (PDF-3 Mb). 1951, Reprint by City of Boston, Department of Civil Defense via us.archive.org
- Shelter from Atomic Attack in Existing Buildings, 1952, archive.org
- Ten for Survival : Survive Nuclear Attack, 1961, archive.org